# 1985 no cinema

## Estreias
- 3 hommes et un couffin, de Coline Serreau
- After Hours, de Martin Scorsese, com Griffin Dunne e Rosanna Arquette
- Agnes of God, de Norman Jewison, com Jane Fonda, Anne Bancroft e Meg Tilly
- Back to the Future, de Robert Zemeckis, com Michael J. Fox, Christopher Lloyd e Crispin Glover
- O Beijo da Mulher-Aranha, de Hector Babenco, com William Hurt, Raúl Juliá, Sônia Braga, José Lewgoy e Milton Gonçalves
- Bez konca, de Krzysztof Kieslowski
- Bittere Ernte, de Agnieszka Holland, com Armin Mueller-Stahl
- Brazil, de Terry Gilliam, com Jonathan Pryce, Robert De Niro, Michael Palin, Ian Holm e Bob Hoskins
- The Breakfast Club, de John Hughes, com Emilio Estevez, Anthony Michael Hall, Molly Ringwald, Judd Nelson e Ally Sheedy
- Buddies, de Arthur J. Bressan Jr.
- Cocoon, de Ron Howard, com Don Ameche, Hume Cronyn, Brian Dennehy, Steve Guttenberg, Maureen Stapleton e Jessica Tandy
- The Color Purple, de Steven Spielberg, com Danny Glover, Whoopi Goldberg, Oprah Winfrey e Rae Dawn Chong
- Desert Hearts, de Donna Deitch, com Helen Shaver
- The Emerald Forest, de John Boorman, com Powers Boothe, Meg Foster e Gracindo Júnior
- Explorers, de Joe Dante, com Ethan Hawke e River Phoenix
- The Falcon and the Snowman, de John Schlesinger, com Timothy Hutton e Sean Penn
- The Goonies, de Richard Donner, com Sean Astin e Josh Brolin
- La historia oficial, de Luis Puenzo, com Norma Aleandro e Héctor Alterio
- Idi i smotri, de Elem Klimov
- Je vous salue, Marie, de Jean-Luc Godard, com Myriem Roussel e Juliette Binoche
- The Jewel of the Nile, de Lewis Teague, com Michael Douglas, Kathleen Turner e Danny DeVito
- Ladyhawke, de Richard Donner, com Matthew Broderick, Rutger Hauer e Michelle Pfeiffer
- Legend, de Ridley Scott, com Tom Cruise, Mia Sara e Tim Curry
- The Lightship, de Jerzy Skolimowski, com Robert Duvall e Klaus Maria Brandauer
- Mad Max - Além da Cúpula do Trovão, de George Miller, com Mel Gibson e Tina Turner
- Mask, de Peter Bogdanovich, com Cher, Sam Elliott e Eric Stoltz
- Mishima: A Life in Four Chapters, de Paul Schrader, com Ken Ogata
- Mitt liv som hund, de Lasse Hallström
- My Beautiful Laundrette, de Stephen Frears, com Daniel Day-Lewis
- Non ci resta che piangere, de e com Roberto Benigni e Massimo Troisi
- Oberst Redl, de István Szabó, com Klaus Maria Brandauer, Armin Mueller-Stahl e Gudrun Landgrebe
- Otac na službenom putu, de Emir Kusturica
- Out of Africa, de Sydney Pollack, com Meryl Streep, Robert Redford e Klaus Maria Brandauer
- Pale Rider, de e com Clint Eastwood
- Pee-wee's Big Adventure, de Tim Burton
- Police, de Maurice Pialat, com Gérard Depardieu, Sophie Marceau e Sandrine Bonnaire
- Prizzi's Honor, de John Huston, com Jack Nicholson, Kathleen Turner, Robert Loggia, William Hickey e Anjelica Huston
- The Purple Rose of Cairo, de Woody Allen, com Mia Farrow, Jeff Daniels e Danny Aiello
- Ran, de Akira Kurosawa, com Tatsuya Nakadai
- Real Genius, de Martha Coolidge, com Val Kilmer
- Reis 222, de Sergei Mikaelyan, com Larisa Polyakova, Nikolai Kochnev e Aleksandr Kolesnikov
- Rendez-vous, de André Téchiné, com Juliette Binoche, Lambert Wilson e Jean-Louis Trintignant
- A Room with a View, de James Ivory, com Maggie Smith, Helena Bonham Carter, Denholm Elliott, Julian Sands e Judi Dench
- Rocky IV, de John G. Avildsen, com Sylvester Stallone
- Runaway Train, de Andrei Konchalovsky, com Jon Voight, Eric Roberts e Rebecca De Mornay
- Sans toit ni loi, de Agnès Varda, com Sandrine Bonnaire
- Silverado, de Lawrence Kasdan, com Kevin Kline, Scott Glenn, Kevin Costner, Danny Glover e John Cleese
- Le soulier de satin, de Manoel de Oliveira, com Luís Miguel Cintra e Marie-Christine Barrault
- Subway, de Luc Besson, com Isabelle Adjani, Christopher Lambert e Jean Reno
- To Live and Die in L.A., de William Friedkin, com Willem Dafoe e John Turturro
- Tong nien wang shi, de Hou Hsiao-Hsien
- A View to a Kill, de John Glen, com Roger Moore, Christopher Walken, Tanya Roberts e Grace Jones
- White Nights, de Taylor Hackford, com Mikhail Baryshnikov, Gregory Hines, Jerzy Skolimowski, Helen Mirren, Geraldine Page e Isabella Rossellini
- Witness, de Peter Weir, com Harrison Ford, Kelly McGillis, Lukas Haas e Danny Glover
- Year of the Dragon, de Michael Cimino, com Mickey Rourke e John Lone
- A Zed & Two Noughts, de Peter Greenaway

## Nascimentos
| Data           | Nome                    | Profissão                    | Nacionalidade  | Observações | Ref |
| -------------- | ----------------------- | ---------------------------- | -------------- | ----------- | --- |
| 12 de janeiro  | Issa Rae                | atriz                        | Estados Unidos |             |     |
| 12 de janeiro  | Yohana Cobo             | atriz                        | Espanha        |             |     |
| 16 de janeiro  | Sidharth Malhotra       | ator e ex-modelo             | Índia          |             |     |
| 13 de Março    | Emile Hirsch            | ator                         | Estados Unidos |             |     |
| 14 de Março    | Eva Angelina            | atriz pornográfica           | Estados Unidos |             |     |
| 26 de Março    | Keira Knightley         | atriz                        | Reino Unido    |             |     |
| 10 de Abril    | Barkhad Abdi            | ator                         | Somália        |             |     |
| 30 de Abril    | Gal Gadot               | atriz                        | Israel         |             |     |
| 7 de Maio      | Anita Rocha da Silveira | cineasta                     | Brasil         |             |     |
| 22 de Maio     | Tao Okamoto             | atriz                        | Japão          |             |     |
| 28 de Maio     | Carey Mulligan          | atriz                        | Reino Unido    |             |     |
| 29 de Maio     | Blake Foster            | ator                         | Estados Unidos |             |     |
| 3 de Junho     | Luiza Curvo             | atriz                        | Brasil         |             |     |
| 12 de Junho    | Dave Franco             | ator                         | Estados Unidos |             |     |
| 2 de Julho     | Ashley Tisdale          | atriz, cantora e compositora | Estados Unidos |             |     |
| 21 de Julho    | Vanessa Lengies         | atriz                        | Canadá         |             |     |
| 27 de Julho    | Benedita Aires Pereira  | atriz                        | Portugal       |             |     |
| 28 de Julho    | Dustin Milligan         | ator                         | Canadá         |             |     |
| 9 de Agosto    | Anna Kendrick           | atriz                        | Estados Unidos |             |     |
| 17 de Agosto   | Yû Aoi                  | atriz                        | Japão          |             |     |
| 1 de Setembro  | Max Fercondini          | ator                         | Brasil         |             |     |
| 17 de Setembro | Pedro Nercessian        | ator                         | Brasil         |             |     |
| 1 de Outubro   | Emerald Fennell         | atriz, diretora e roteirista | Reino Unido    |             |     |
| 11 de Outubro  | Michelle Trachtenberg   | atriz                        | Estados Unidos |             |     |
| 17 de outubro  | Max Irons               | ator e modelo                | Reino Unido    |             |     |
| 21 de Outubro  | Aisha Jambo             | atriz                        | Brasil         |             |     |
| 19 de Novembro | Bianca Comparato        | atriz                        | Brasil         |             |     |
| 27 de novembro | Lauren C. Mayhew        | atriz e cantora              | Estados Unidos |             |     |
| 3 de Dezembro  | Amanda Seyfried         | atriz                        | Estados Unidos |             |     |
| 5 de Dezembro  | Frankie Muniz           | ator                         | Estados Unidos |             |     |
| 6 de dezembro  | Dulce María             | atriz e cantora              | México         |             |     |
| 10 de Dezembro | Raven Symone            | atriz e cantora              | Estados Unidos |             |     |

## Mortes
| Data            | Nome                 | Profissão                             | Nacionalidade          | Observações | Ref |
| --------------- | -------------------- | ------------------------------------- | ---------------------- | ----------- | --- |
| 4 de fevereiro  | Jesse Hibbs          | diretor de cinema e TV                | Estados Unidos         | n. 1906     |     |
| 11 de fevereiro | Henry Hathaway       | cineasta                              | Estados Unidos         | n. 1898     |     |
| 21 de março     | Michael Redgrave     | ator                                  | Reino Unido            | n. 1908     |     |
| 9 de maio       | Edmond O'Brien       | ator                                  | Estados Unidos         | n. 1915     |     |
| 8 de agosto     | Louise Brooks        | atriz                                 | Estados Unidos         | n. 1906     |     |
| 28 de agosto    | Ruth Gordon          | atriz                                 | Estados Unidos         | n. 1896     |     |
| 30 de setembro  | Simone Signoret      | atriz                                 | França                 | n. 1921     |     |
| 2 de outubro    | Rock Hudson          | ator                                  | Estados Unidos         | n. 1925     |     |
| 10 de outubro   | Orson Welles         | cineasta, produtor, roteirista e ator | Estados Unidos         | n. 1915     |     |
| 10 de outubro   | Yul Brynner          | ator                                  | Suíça / Estados Unidos | n. 1915     |     |
| 9 de novembro   | Marie-Georges Pascal | atriz                                 | França                 | n. 1946     |     |
| 12 de dezembro  | Phil Karlson         | cineasta                              | Estados Unidos         | n. 1908     |     |
| 12 de dezembro  | Anne Baxter          | atriz                                 | Estados Unidos         | n. 1923     |     |